# Ludwig Göransson
Ludwig Emil Tomas Göransson (ur. 1 września 1984 w Linköping) – szwedzki kompozytor muzyki filmowej, dyrygent, tekściarz i producent muzyczny. Jest autorem ścieżek dźwiękowych do serialów The Mandalorian, Księga Boby Fetta, a także do filmów Oppenheimer, Tenet, Czarna Pantera, Czarna Pantera: Wakanda w moim sercu oraz To nie wypanda.

## Życiorys
Göransson urodził się i wychował w Linköping. Jego matka Maria, florystka, pochodzi z Warszawy, a jego ojciec Tomas, nauczyciel gry na gitarze, jest Szwedem. Ludwig ma starszą siostrę o imieniu Jessika. Został nazwany na cześć Ludwiga van Beethovena. Zaczął naukę muzyki w młodym wieku, a następnie ukończył Royal College of Music w Sztokholmie. W 2007 roku przeniósł się do Los Angeles, aby studiować na Uniwersytecie Południowej Kalifornii. To właśnie na tej uczelni Ludwig poznał Ryana Cooglera, dla którego Ludwig skomponował muzykę do nagrodzonego w 2011 roku filmu krótkometrażowego Fig, który Coogler wyreżyserował podczas studiów na USC. Następnie mężczyźni pracowali razem nad Fruitvale, Creed i Czarną Panterą. Wkrótce po ukończeniu Uniwersytetu Południowej Kalifornii rozpoczął pracę jako asystent Theodore’a Shapiro, kompozytora znanego z takich filmów jak Nadchodzi Polly, Diabeł ubiera się u Prady, Idiokracja i Jaja w tropikach. W 2018 roku Göransson poślubił amerykańską skrzypaczkę Serenę McKinney. Ma dwóch synów. W 2019 roku na świat przyszło ich pierwsze dziecko.

## Kompozytor filmowy i telewizyjny
W 2013 roku Göransson skomponował muzykę do swojego pierwszego filmu fabularnego w reżyserii Ryana Cooglera. Był to film Fruitvale, na podstawie śmiertelnego postrzelenia 22-letniego Oscara Granta w dniu 1 stycznia 2009. Film zdobył Grand Jury Prize i nagrody publiczności w kategorii dramat na Sundance Film Festival w 2013 roku, zdobywając także nagrody Avenir i Un Certain Regard na 66. Festiwalu Filmowym w Cannes.
W sierpniu 2013 roku Göransson podpisał kontrakt menadżerski jako kompozytor dla wytwórni Jaya-Z, Roc Nation. W tym samym roku skomponował także muzykę do filmu Millerowie.
W 2015 roku Coogler i Göransson ponownie współpracowali, tym razem nad docenionym przez krytyków filmem z serii Rocky, Creed: Narodziny legendy. W latach 2016–17 komponował muzykę do Wspomnień płatnego zabójcy, Agent i pół i Ponad wszystko.
W 2018 roku Göransson i Coogler połączyli siły, aby nawiązać współpracę po raz trzeci i stworzyć film zatytułowany Czarna Pantera. Göransson postanowił stworzyć partyturę, która mieściłaby się gdzieś pomiędzy tradycyjnym afrykańskim instrumentarium, a partyturą superbohaterską. W tym celu udał się do Senegalu, aby zbadać tradycyjną afrykańską muzykę i instrumenty. Tam poznał muzyka Baabę Maala, którego głos pojawia się w ścieżce dźwiękowej, śpiewającego w swoim ojczystym języku Fula. Później udał się do Międzynarodowej Biblioteki Muzyki Afrykańskiej w Republice Południowej Afryki, założonej przez Hugh Tracey. W 2019 roku muzyka Göranssona do filmu Czarna Pantera zdobyła Oscara za najlepszą muzykę filmową i nagrodę Grammy za najlepszą ilustracyjną ścieżkę muzyczną w formach wizualnych.
22 maja 2019 roku ogłoszono, że Göransson komponuje muzykę do filmu Tenet Christophera Nolana. W 2020 roku pracował nad oryginalnymi piosenkami i muzyką z Justinem Timberlakiem do filmu Trolle 2.
Od 2019 roku Göransson skomponował muzykę do 2 sezonów serialu telewizyjnego The Mandalorian, którego akcja rozgrywa się w uniwersum Gwiezdnych Wojen. Zdobył nagrodę Emmy za najlepszą kompozycję muzyczną w serialu za finały sezonu 1, jak i sezonu 2. W 2021 roku zaczął nagrywać muzykę do spin-offu Mandaloriana – Księga Boby Fetta, którego premiera odbyła się 29 grudnia 2021 roku.
W 2022 roku pracował nad ścieżką dźwiękową do filmu Pixara To nie wypanda i drugiej części Czarnej Pantery, Wakanda w moim sercu. Dla tego ostatniego był współautorem piosenki Lift Me Up w wykonaniu Rihanny, która przyniosła mu nominację do Oscara za najlepszą piosenkę oryginalną.
Po raz drugi współpracował z Christopherem Nolanem przy jego filmie Oppenheimer z 2023 roku. Towarzysząca mu ścieżka dźwiękowa zyskała uznanie krytyków i przyniosła Göranssonowi nagrodę BAFTA za najlepszą muzykę, nagrodę Critics’ Choice Movie Award za najlepszą muzykę, Złoty Glob za najlepszą muzykę oraz Oscara za najlepszą muzykę filmową.

## Filmografia
Źródło:
| Rok  | Tytuł polski                         | Tytuł oryginalny                          | Reżyser                 |
| ---- | ------------------------------------ | ----------------------------------------- | ----------------------- |
| 2008 | Marley i ja                          | Marley & Me                               | David Frankel           |
| 2009 | Rok pierwszy                         | Year One                                  | Harold Ramis            |
| 2009 | Zabójcze ciało                       | Jennifer's body                           | Karyn Kusama            |
| 2011 | 30 minut lub mniej                   | 30 Minutes or Less                        | Ruben Fleischer         |
| 2013 | Fruitvale                            | Fruitvale Station                         | Ryan Coogler            |
| 2013 | Millerowie                           | We're the Millers                         | Rawson Marshall Thurber |
| 2014 | Stretch                              | Stretch                                   | Joe Carnahan            |
| 2014 | Miasteczko, które bało się zmierzchu | The Town That Dreaded Sundown             | Alfonso Gomez-Rejon     |
| 2014 | Wesołe kurcze święta                 | A Merry Friggin' Christmas                | Tristram Shapeero       |
| 2014 | Pierwsza piątka                      | Top Five                                  | Chris Rock              |
| 2015 | Creed: Narodziny legendy             | Creed                                     | Ryan Coogler            |
| 2016 | Agent i pół                          | Central Intelligence                      | Rawson Marshall Thurber |
| 2016 | Wspomnienia płatnego zabójcy         | True Memoirs of an International Assassin | Jeff Wadlow             |
| 2016 | Serce w rozterce                     | Inner Workings                            | Leo Matsuda             |
| 2017 | Ponad wszystko                       | Everything, Everything                    | Stella Meghie           |
| 2018 | Czarna Pantera                       | Black Panther                             | Ryan Coogler            |
| 2018 | Życzenie śmierci                     | Death Wish                                | Eli Roth                |
| 2018 | Venom                                | Venom                                     | Ruben Fleischer         |
| 2018 | Porcja                               | Slice                                     | Austin Vesely           |
| 2018 | Creed II                             | Creed II                                  | Steven Caple Jr.        |
| 2020 | Tenet                                | Tenet                                     | Christopher Nolan       |
| 2020 | Trolle 2                             | Trolls World Tour                         | Walt Dohrn              |
| 2021 | Pranksterzy w trasie                 | Bad Trip                                  | Kitao Sakurai           |
| 2022 | To nie wypanda                       | Turning Red                               | Domee Shi               |
| 2022 | Czarna Pantera: Wakanda w moim sercu | Black Panther: Wakanda Forever            | Ryan Coogler            |
| 2022 | Zen – Grogu i koty z kurzu           | Zen - Grogu and Dust Bunnies              | Katsuya Kondō           |
| 2023 | Oppenheimer                          | Oppenheimer                               | Christopher Nolan       |
| 2025 | Grzesznicy                           | Sinners                                   | Ryan Coogler            |
| 2026 | Odyseja                              | The Odyssey                               | Christopher Nolan       |

| Lata      | Tytuł polski      | Tytuł oryginalny      | Twórcy                    |
| --------- | ----------------- | --------------------- | ------------------------- |
| 2009–2015 | Community         | Community             | Dan Harmon                |
| 2011–2013 | Happy Endings     | Happy Endings         | David Caspe               |
| 2011–2018 | Jess i chłopaki   | New Girl              | Elizabeth Meriwether      |
| 2014–2015 | Niewierni         | Satisfaction          | Sean Jablonski            |
| 2016–2018 | Angie Tribeca     | Angie Tribeca         | Steve Carell Nancy Carell |
| 2019–2020 | The Mandalorian   | The Mandalorian       | Jon Favreau               |
| 2021–2022 | Księga Boby Fetta | The Book of Boba Fett | Jon Favreau               |
| 2023      | Ahsoka            | Ahsoka                | Dave Filoni               |

## Nagrody i nominacje
| Nagroda                                       | Data | Kategoria                                                             | Odbiorca                             | Wynik      | Źródło |
| --------------------------------------------- | ---- | --------------------------------------------------------------------- | ------------------------------------ | ---------- | ------ |
| Nagroda Akademii Filmowej                     | 2019 | Najlepsza muzyka filmowa                                              | Czarna Pantera                       | Zwycięstwo | [ 26 ] |
| Nagroda Akademii Filmowej                     | 2024 | Najlepsza muzyka filmowa                                              | Oppenheimer                          | Zwycięstwo | [ 26 ] |
| Złoty Glob                                    | 2019 | Najlepsza muzyka                                                      | Czarna Pantera                       | Nominacja  | [ 26 ] |
| Złoty Glob                                    | 2021 | Najlepsza muzyka                                                      | Tenet                                | Nominacja  | [ 26 ] |
| Złoty Glob                                    | 2024 | Najlepsza muzyka                                                      | Oppenheimer                          | Zwycięstwo | [ 26 ] |
| Nagroda Brytyjskiej Akademii Filmowej (BAFTA) | 2024 | Najlepsza muzyka                                                      | Oppenheimer                          | Zwycięstwo | [ 26 ] |
| Emmy                                          | 2020 | Najlepsza kompozycja muzyczna w serialu                               | The Mandalorian                      | Zwycięstwo | [ 26 ] |
| Emmy                                          | 2021 | Najlepsza kompozycja muzyczna w serialu                               | The Mandalorian                      | Zwycięstwo | [ 26 ] |
| Nagroda Saturn                                | 2018 | Najlepsza muzyka                                                      | Czarna Pantera                       | Nominacja  | [ 26 ] |
| Nagroda Saturn                                | 2021 | Najlepsza muzyka                                                      | Tenet                                | Nominacja  | [ 26 ] |
| Chritics' choice                              | 2019 | Najlepsza muzyka                                                      | Czarna Pantera                       | Nominacja  | [ 26 ] |
| Chritics' choice                              | 2021 | Najlepsza muzyka                                                      | Tenet                                | Nominacja  | [ 26 ] |
| Chritics' choice                              | 2024 | Najlepsza muzyka                                                      | Oppenheimer                          | Zwycięstwo | [ 26 ] |
| Annie                                         | 2023 | Najlepsza muzyka                                                      | To nie wypanda                       | Nominacja  | [ 26 ] |
| Nagroda Satelita                              | 2021 | Najlepsza muzyka                                                      | Tenet                                | Nominacja  | [ 26 ] |
| Nagroda Satelita                              | 2024 | Najlepsza muzyka                                                      | Oppenheimer                          | Nominacja  | [ 26 ] |
| Czarna Szpula                                 | 2014 | Najlepsza ścieżka dźwiękowa filmu                                     | Fruitvale                            | Nominacja  | [ 26 ] |
| Czarna Szpula                                 | 2016 | Najlepsza muzyka                                                      | Creed: Narodziny legendy             | Nominacja  | [ 26 ] |
| Czarna Szpula                                 | 2017 | Najlepsza muzyka (w serialu dramatycznym, komediowym lub limitowanym) | Atlanta                              | Nominacja  | [ 26 ] |
| Czarna Szpula                                 | 2019 | Najlepsza muzyka                                                      | Creed II                             | Nominacja  | [ 26 ] |
| Czarna Szpula                                 | 2019 | Najlepsza muzyka                                                      | Czarna Pantera                       | Nominacja  | [ 26 ] |
| Grammy                                        | 2019 | Najlepsza ilustracyjna ścieżka muzyczna w formach wizualnych          | Zwycięstwo                           |            | [ 26 ] |
| Grammy                                        | 2022 | Najlepsza ilustracyjna ścieżka muzyczna w formach wizualnych          | The Mandalorian                      | Nominacja  | [ 26 ] |
| Grammy                                        | 2024 | Najlepsza ilustracyjna ścieżka muzyczna w formach wizualnych          | Czarna Pantera: Wakanda w moim sercu | Nominacja  | [ 26 ] |
| Grammy                                        | 2024 | Najlepsza ilustracyjna ścieżka muzyczna w formach wizualnych          | Oppenheimer                          | Zwycięstwo | [ 26 ] |